# Shahrestān di Khamir
Lo shahrestān di Khamir (farsi شهرستان خمیر) è uno dei 13 shahrestān della provincia di Hormozgan, il capoluogo è Bandar-e Khamir. Lo shahrestān è suddiviso in 2 circoscrizioni (bakhsh): 
- Centrale (بخش مرکزی)
- Ruydar (بخش رویدر)